# Philip Carey
Pour les articles homonymes, voir Carey.
Philip Carey, né le 15 juillet 1925 à Hackensack, dans le New Jersey, et mort le 6 février 2009  à New York, est un acteur américain.

## Biographie
Né au New Jersey, son physique de grand blond séduisant et athlétique lui permet de trouver aisément des rôles de cowboys, de soldats ou de détectives privés sans lui permettre pourtant d'atteindre la célébrité.
Il a incarné Philip Marlowe, le détective privé de Raymond Chandler dans Philip Marlowe (1959-1960), une série télévisée de 26 épisodes.
Mais il demeure connu aujourd'hui pour avoir joué le Capitaine Edward Parmalee dans la série télévisée western Laredo (1965-1967) et surtout, en fin de carrière, le rôle de Asa Buchanan dans le Soap opera On ne vit qu'une fois.

## Filmographie partielle

### Années 1950
- 1951 : La Mission du commandant Lex (Springfield Rifle) d'André de Toth : Capitaine Tennick
- 1951 : I Was a Communist for the FBI de Gordon Douglas : Mason
- 1951 : Les Amants de l'enfer (Force of Arms) de Michael Curtiz : Sergent Fred Miller
- 1951 : Opération dans le Pacifique (Operation Pacific) de George Waggner : Lieutenant Bob Perry
- 1951 : Les Révoltés de Folsom Prison (Inside the Walls of Folsom Prison) de Wilbur
- 1951 : Les tanks arrivent (The Tanks Are Coming) de Seiler
- 1952 : La Reine du hold-up (This Woman Is Dangerous) de Felix E. Feist : Will Jackson
- 1952 : Panique à l'Ouest (Cattle Town) de Noel M. Smith : Ben Curran
- 1953 : Bataille sans merci (Gun Fury) de Raoul Walsh : Frank Slayton
- 1953 : La Blonde du Far-West (Calamity Jane) de David Butler : Lieutenant Gilmartin
- 1953 : La Taverne des révoltés (The Man Behind the Gun) de Felix E. Feist : Capitaine Roy Giles
- 1954 : La Ruée sanglante (They Rode West) : Capitaine Peter Blake
- 1954 : Du plomb pour l'inspecteur (Pushover) de Richard Quine : Rick McAllister
- 1955 : Permission jusqu'à l'aube (Mister Roberts) de John Ford : Mannion
- 1955 : Ce n'est qu'un au revoir (The Long gray line) de John Ford : Charles Dotson
- 1955 : L'Étreinte du destin (Count Three and Pray) de George Sherman
- 1956 : Port Afrique  de Rudolph Maté : Rip Reardon
- 1956 : Portrait d'une aventurière (Wicked as They Come) de Howard Hughes
- 1957 : The Shadow on the Window d'Asher
- 1958 : Le Ballet du désir (Screaming Mimi) de Gerd Oswald
- 1958 : Return to Warbow  de Nazarro

### Années 1960
- 1960 : Thriller (série TV)
- 1960 : The Trunk de Winter
- 1962 : Black Gold de Leslie H. Martinson
- 1963 : Opération FBI à cap Canaveral (FBI Code 98) de Leslie H. Martinson
- 1964 : The Time Travelers d'Ib Melchior
- 1964 : La mort frappe trois fois (Dead Ringer) de Paul Henreid : Sergent Hoag
- 1965 : Quand parle la poudre (Town Tamer) de Lesley Selander : Jim Akins
- 1965 : Le massacre des Sioux (The Great Sioux Massacre) de Salkow
- 1968 : Three Guns for Texas de Bellamy et Rich
- 1969 : Histoire d'un meurtre (Once You Kiss a Stranger…) de Robert Sparr : Mike

### Années 1970
- 1969 : Backtrack ! de Bellamy
- 1970 : The Rebel Rousers de Cohen
- 1971 : The Seven Minutes de Meyer
- 1974 : Le Cri du loup (Scream of the Wolf) de Dan Curtis : Shérif Vernon Bell
- 1974 : Shadow of Fear d'Herbert Kenwith : Détective Arnburg
- 1976 : Colère froide (Fighting Mad) de Jonathan Demme
- 1979 : Monster de Hartford et Strock